# Jimbaran
Jimbaran ist ein Fischerdorf mit städtischer Prägung (Kelurahan) im Süden der indonesischen Insel Bali. Jimbaran ist Verwaltungssitz des Distrikts Kuta Selatan im Regierungsbezirk Badung. Der Ort war neben dem benachbarten Kuta einer der Schauplätze des Terroranschlages vom 1. Oktober 2005.
Der Ort befindet sich in der Jimbaran-Bucht, an der südwestlichen Küste der Insel zum Indischen Ozean und südlich des internationalen Flughafens Ngurah Rai und der Inselhauptstadt Denpasar. Ende 2021 lebten hier etwa 42.000 Menschen.
| Kelurahan   | Fläche 2021 | Volkszählung | Volkszählung | Fortschreibung Ende 2021 | Fortschreibung Ende 2021 | Fortschreibung Ende 2021 |
| Kelurahan   | Fläche 2021 | 2010         | 2020         | 2021                     | Dichte                   | Sex Ratio                |
| ----------- | ----------- | ------------ | ------------ | ------------------------ | ------------------------ | ------------------------ |
| Jimbaran000 | 23,50       | 44.376       | 47.290       | 42.117                   | 1.792,21                 | 98,93                    |

## Tourismus
Neben internationalen Hotelketten, wie Four Seasons oder InterContinental, bieten kleine Ferienresorts und Hostels für Touristen, vor allem aus Indonesien, Europa oder Japan, Unterkünfte für Urlaub auf der hinduistisch geprägten Ferieninsel. Der Strand ist vor allem von Seafood-Restaurants geprägt, die frische Meeresfrüchte anbieten.